# Muzeum Horní Blatná
Muzeum Horní Blatná je pobočkou Muzea Karlovy Vary, od 1. června 2014 ve správě města Horní Blatná.
Muzeum sídlí v památkově chráněném měšťanském domě s hrázděným patrem, pocházejícím z poloviny 18. století. Zděný dům s klenbovými stropy v přízemí a kazetovým stropem nad schodištěm je součástí naučné stezky Vlčí jámy. Nachází se v ulici vedoucí k Blatenskému vrchu.
Expozici tvoří historie města Horní Blatná a historie těžby a zpracování cínu ve městě a okolí (Boží Dar). Součástí výstavy jsou i cínové výrobky, minerály z okolí a velké modely města a rozhledny na Blatenském vrchu. Taktéž zde jsou vystaveny dokumenty vztahující se k místnímu rodákovi Hansi Sophovi.
V roce 2018 byl celý objekt za spolupráce města a obecně prospěšné společnosti Montanregion Krušné hory – Erzgebirge rekonstruován a v říjnu bylo muzeum s novou expozicí slavnostně otevřeno. Expozici tvoří exponáty karlovarského a sokolovského muzea a předměty od místních občanů. Vystaveny jsou krušnohorské paličkované krajky, nádobí ze stříbra a cínu a modely vratného vodního kola a důlního čerpadla s mihadly.